# Krzysztof Konstanty Pac
Krzysztof Konstanty Pac herbu Gozdawa (ur. ok. 1679 w Połocku, zm. 11 sierpnia 1725) – marszałek Trybunału Głównego Wielkiego Księstwa Litewskiego w 1715 roku, pisarz wielki litewski, kasztelan połocki.
Syn Mikołaja Andrzeja i Marianny Stadnickiej. Wnuk Konstantego Władysława. Pierwszą żoną Krzysztofa Konstantego była Teresa Krystyna Sapieha, córka Jerzego Stanisława Sapiehy. Ślub odbył się w 1712 roku. Po roku małżeństwa Teresa Krystyna zmarła. Druga żona Barbara Ogińska, córka Marcjana Michała Ogińskiego, wojewody witebskiego, którą poślubił w 1715 roku urodziła dwie córki: Teresę i Rozalię oraz syna Antoniego Michała.
Od 1710 roku pracował na dworze, jako pisarz wielki litewski. Jako poseł powiatu kowieńskiego był uczestnikiem Walnej Rady Warszawskiej 1710 roku. Pod koniec życia został kasztelanem połockim (1724). Był starostą kowieńskim, pińskim i dudzkim. W 1718 roku był posłem na sejm z powiatu kowieńskiego.